# Jacob Blankenship
Jacob Blankenship (ur. 15 marca 1994) – amerykański lekkoatleta specjalizujący się w skoku o tyczce.
Pierwszy międzynarodowy sukces odniósł w 2011 zdobywając brązowy medal mistrzostw świata juniorów młodszych. W 2014 zdobył złoty medal młodzieżowych mistrzostw NACAC w Kamloops, a rok później stanął na najniższym stopniu podium igrzysk panamerykańskich.
Medalista mistrzostw NCAA.
Rekordy życiowe: stadion – 5,64 (18 maja 2014, Lexington), hala – 5,80 (13 marca 2015, Fayetteville). 

## Osiągnięcia
| Rok  | Impreza                               | Miejsce         | Pozycja           | Wynik |
| ---- | ------------------------------------- | --------------- | ----------------- | ----- |
| 2011 | Mistrzostwa świata juniorów młodszych | Lille Metropole | 3. miejsce        | 5,05  |
| 2014 | Młodzieżowe mistrzostwa NACAC         | Kamloops        | 1. miejsce        | 5,50  |
| 2015 | Igrzyska panamerykańskie              | Toronto         | 3. miejsce        | 5,40  |
| 2015 | Mistrzostwa świata                    | Pekin           | el. – 27. miejsce | 5,55  |